# Mentocrex beankaensis
El rascón del Tsingy (Mentocrex beankaensis) es una especie de ave gruiforme de la familia Sarothruridae endémica de la región del Sambirano, en el noroeste de Madagascar.
Es más grande que el rascón kioloide (Mentocrex kioloides), además de diferenciarse en el color de la garganta, la lista submalar y la zona cercana a los ojos.
Esta especie previamente se clasificó por varias autoridades taxonómicas dentro del género Canirallus junto con el rascón kioloide (actual Mentocrex kioloides) y el rascón carigris (Canirallus oculeus), pero un estudio de genética molecular publicado en 2019 reveló que Canirallus oculeus no se encuentra estrechamente relacionado con las especies kioloides y beankaensis, las que fueron trasladadas al género resucitado Mentocrex.
No se reconocen subespecies.